# 天装戦隊ゴセイジャー/ガッチャ☆ゴセイジャー
「天装戦隊ゴセイジャー / ガッチャ☆ゴセイジャー」（てんそうせんたいゴセイジャー/ガッチャゴセイジャー）は、NoB(Project.R) / 高橋秀幸(Project.R)、ヤング・フレッシュによるシングル。2010年3月17日にコロムビアミュージックエンタテインメントから発売された。
通常盤と完全初回限定盤の2種リリースで、後者にはオリジナルゴセイカードが封入されている。表題曲「天装戦隊ゴセイジャー」は、特撮テレビドラマ『天装戦隊ゴセイジャー』のオープニングテーマ、「ガッチャ☆ゴセイジャー」は、同番組エンディングテーマとして使用された。

## 収録曲
1. 天装戦隊ゴセイジャー [4:21]
歌：NoB（Project.R）
  - テレビ朝日系特撮テレビドラマ『天装戦隊ゴセイジャー』オープニングテーマ

作詞：吉元由美 / 作曲：YOFFY / 編曲：Project.R（籠島裕昌）
2. ガッチャ☆ゴセイジャー [3:47]
  - テレビ朝日系特撮テレビドラマ『天装戦隊ゴセイジャー』エンディングテーマ

歌： 高橋秀幸（Project.R）、ヤング・フレッシュ（コーラス）
作詞：藤林聖子 / 作曲：岩崎貴文 / 編曲：Project.R（大石憲一郎）
3. 闘え! そして糧を得よ! [2:59]
歌： 高取ヒデアキ（Project.R）
作詞：八手三郎 / 作曲：高取ヒデアキ / 編曲：Project.R（高木洋）
4. 降臨! ゴセイグレート [3:37]
歌： NoB（Project.R）
作詞：八手三郎 / 作曲・編曲：三宅一徳
5. 天装戦隊ゴセイジャー（オリジナルカラオケ）[4:21]
6. ガッチャ☆ゴセイジャー（オリジナルカラオケ）[3:45]